# CLN3
CLN3 (англ. CLN3, battenin) – білок, який кодується однойменним геном, розташованим у людей на короткому плечі 16-ї хромосоми. Довжина поліпептидного ланцюга білка становить 438 амінокислот, а молекулярна маса — 47 623.
| 10         |  | 20         |  | 30         |  | 40         |  | 50         |
| ---------- |  | ---------- |  | ---------- |  | ---------- |  | ---------- |
| MGGCAGSRRR |  | FSDSEGEETV |  | PEPRLPLLDH |  | QGAHWKNAVG |  | FWLLGLCNNF |
| SYVVMLSAAH |  | DILSHKRTSG |  | NQSHVDPGPT |  | PIPHNSSSRF |  | DCNSVSTAAV |
| LLADILPTLV |  | IKLLAPLGLH |  | LLPYSPRVLV |  | SGICAAGSFV |  | LVAFSHSVGT |
| SLCGVVFASI |  | SSGLGEVTFL |  | SLTAFYPRAV |  | ISWWSSGTGG |  | AGLLGALSYL |
| GLTQAGLSPQ |  | QTLLSMLGIP |  | ALLLASYFLL |  | LTSPEAQDPG |  | GEEEAESAAR |
| QPLIRTEAPE |  | SKPGSSSSLS |  | LRERWTVFKG |  | LLWYIVPLVV |  | VYFAEYFINQ |
| GLFELLFFWN |  | TSLSHAQQYR |  | WYQMLYQAGV |  | FASRSSLRCC |  | RIRFTWALAL |
| LQCLNLVFLL |  | ADVWFGFLPS |  | IYLVFLIILY |  | EGLLGGAAYV |  | NTFHNIALET |
| SDEHREFAMA |  | ATCISDTLGI |  | SLSGLLALPL |  | HDFLCQLS   |  |            |

A: Аланін

C: Цистеїн

D: Аспарагінова кислота

E: Глутамінова кислота

F: Фенілаланін

G: Гліцин

H: Гістидин

I: Ізолейцин

K: Лізин

L: Лейцин

M: Метіонін

N: Аспарагін

P: Пролін

Q: Глутамін

R: Аргінін

S: Серин

T: Треонін

V: Валін

W: Триптофан

Кодований геном білок за функцією належить до фосфопротеїнів. 
Задіяний у таких біологічних процесах, як транспорт, альтернативний сплайсинг. 
Локалізований у мембрані, лізосомі, ендосомах.